# Cashmere (hop)
Cashmere is een hopvariëteit, gebruikt voor het brouwen van bier.
Deze hopvariëteit is een "dubbeldoelhop", bij het bierbrouwen gebruikt zowel voor zijn aromatische als zijn bittereigenschappen. Het is een kruising tussen de hopvariëteiten Cascade en Northern Brewer. Deze variëteit werd ontwikkeld in de Washington State University en in 2013 op de markt gebracht.

## Kenmerken
- Alfazuur: 7,7 – 9,1%
- Bètazuur: 3,3 – 7,1%
- Eigenschappen: zachte bitterheid, kruidig aroma en aroma’s van citrus, limoen en meloen